# 어니 플레처
어니 플레처(Ernie Fletcher, 1952년 11월 12일 ~ )는 미국의 정치인이다.

## 학력
- 켄터키 대학교 학사
- 켄터키 대학교 의무박사

## 경력
- 1995.01 ~ 1997.01 켄터키주 제78구 하원의원
- 1999.01 ~ 2003.12 제106·107·108대 미국 켄터키주 제6구 연방하원의원
- 2003.12 ~ 2007.12 제60대 켄터키 주지사

## 역대 선거 결과
| 선거명      | 직책명                       | 대수  | 정당   | 득표율 | 득표수    | 결과 | 당락                   |
| ----------- | ---------------------------- | ----- | ------ | ------ | --------- | ---- | ---------------------- |
| 1994년 선거 | 하원의원 (켄터키 제78선거구) | -대   | 공화당 | 49.78% | 6,539표   | 1위  | 켄터키주 하원의원 당선 |
| 1996년 선거 | 하원의원 (켄터키 제6선거구)  | 105대 | 공화당 | 44.31% | 100,231표 | 2위  | 낙선                   |
| 1998년 선거 | 하원의원 (켄터키 제6선거구)  | 106대 | 공화당 | 53.11% | 104,046표 | 1위  | 켄터키주 하원의원 당선 |
| 2000년 선거 | 하원의원 (켄터키 제6선거구)  | 107대 | 공화당 | 52.80% | 142,971표 | 1위  | 켄터키주 하원의원 당선 |
| 2002년 선거 | 하원의원 (켄터키 제6선거구)  | 108대 | 공화당 | 71.95% | 115,622표 | 1위  | 켄터키주 하원의원 당선 |
| 2003년 선거 | 켄터키 주지사                | 60대  | 공화당 | 55.04% | 596,284표 | 1위  | 켄터키 주지사 당선     |
| 2007년 선거 | 켄터키 주지사                | 61대  | 공화당 | 41.29% | 435,773표 | 2위  | 낙선                   |

## 참고 자료
- 위키미디어 공용에 어니 플레처 관련 미디어 분류가 있습니다.